# Ronde van Frankrijk 1924
| Route van de Ronde van Frankrijk 1924 met start en finish in Parijs. |                      |               |
| Eindklassement                                                       |                      |               |
| Algemeen klassement                                                  | Ottavio Bottecchia   | 226h 18' 21"  |
| Tweede                                                               | Nicolas Frantz       | + 35' 36"     |
| Derde                                                                | Lucien Buysse        | + 1h 32' 13"  |
| Vierde                                                               | Bartolomeo Aymo      | + 1h 32' 47"  |
| Vijfde                                                               | Theophile Beeckman   | + 2h 11' 12"  |
| Zesde                                                                | Joseph Muller        | + 2h 35' 53"  |
| Zevende                                                              | Arsène Alancourt     | + 2h 41' 31"  |
| Achtste                                                              | Romain Bellenger     | + 2h 51' 08"  |
| Negende                                                              | Omer Huyse           | + 2h 58' 13"  |
| Tiende                                                               | Hector Tiberghien    | + 3h 05' 04"  |
| Rode Lantaarn                                                        | Victor Lafosse (60e) | + 45h 12' 05" |
| Ploegenklassement                                                    | Automoto             | -             |
| Tweede                                                               | ?                    | -             |
| Derde                                                                | ?                    | -             |

In 1924 ging de 18e Tour de France van start op 22 juni in Parijs. Hij eindigde op 20 juli in Parijs. Er stonden 157 renners aan de start.
Aantal ritten: 15 

Totale afstand: 5488 km 

Gemiddelde snelheid: 24.250 km/h 

Aantal deelnemers: 157 

Aantal uitvallers: 97

## Wedstrijdverloop
Als winnaar van het voorgaande jaar gold Henri Pélissier vooraf als favoriet, maar het was zijn ploeggenoot Ottavio Bottecchia die de eerste etappe won en liet zien iedereen te sterk af te zijn. Pélissier stapte in de derde etappe uit de Tour omdat hij tijdstraf kreeg voor het weggooien van een trui, samen met zijn broer Francis en teamgenoot Maurice Ville. Er wordt echter ook wel vermoed dat hij in werkelijkheid afstapte omdat hij geen kans had de Tour te winnen, en geen zin had deze als knecht van Bottecchia uit te rijden.
Bottecchia toonde het peloton nogmaals zijn macht in de Pyreneeën, waar hij beide ritten met overmacht won. Hij pakte de leiding in het klassement in de eerste etappe, en behield die tot de laatste (al moest hij in 2 etappes de eer delen met Theophile Beeckman). Slechts 4 andere rijders waren ooit ononderbroken van begin tot einde klassementsleider: Maurice Garin (1903), Philippe Thys (1914), Nicolas Frantz (de nummer 2 van 1924, 1928) en Romain Maes (1935).

## Belgische en Nederlandse prestaties
In totaal namen er 33 Belgen en 0 Nederlanders deel aan de Tour van 1924.

### Belgische etappezeges
- Theophile Beeckman won (gedeeld) de 3e etappe van Cherbourg naar Brest.
- Omer Huyse won de 5e etappe van Les Sables d'Olonne naar Bayonne.
- Louis Mottiat won de 8e etappe van Perpignan naar Toulon.
- Philippe Thys won (gedeeld) de 3e etappe van Cherbourg naar Brest en de 9e etappe van Toulon naar Nice.

### Nederlandse etappezeges
- In 1924 was er geen Nederlandse etappezege.

## Etappeoverzicht
| Etappe | Start - Finish                | km     | Etappewinnaar                    | Leider klassement  |
| ------ | ----------------------------- | ------ | -------------------------------- | ------------------ |
| 1e     | Parijs - Le Havre             | 381 km | Ottavio Bottecchia               | Ottavio Bottecchia |
| 2e     | Le Havre - Cherbourg          | 371 km | Romain Bellenger                 | Ottavio Bottecchia |
| 3e     | Cherbourg - Brest             | 405 km | Theophile Beeckman Philippe Thys | Ottavio Bottecchia |
| 4e     | Brest - Les Sables-d'Olonne   | 412 km | Félix Goethals                   | Ottavio Bottecchia |
| 5e     | Les Sables-d'Olonne - Bayonne | 482 km | Omer Huyse                       | Ottavio Bottecchia |
| 6e     | Bayonne - Luchon              | 326 km | Ottavio Bottecchia               | Ottavio Bottecchia |
| 7e     | Luchon - Perpignan            | 323 km | Ottavio Bottecchia               | Ottavio Bottecchia |
| 8e     | Perpignan - Toulon            | 427 km | Louis Mottiat                    | Ottavio Bottecchia |
| 9e     | Toulon - Nice                 | 280 km | Philippe Thys                    | Ottavio Bottecchia |
| 10e    | Nice - Briançon               | 275 km | Giovanni Brunero                 | Ottavio Bottecchia |
| 11e    | Briançon - Gex                | 307 km | Nicolas Frantz                   | Ottavio Bottecchia |
| 12e    | Gex - Straatsburg             | 360 km | Nicolas Frantz                   | Ottavio Bottecchia |
| 13e    | Straatsburg - Metz            | 300 km | Arsène Alancourt                 | Ottavio Bottecchia |
| 14e    | Metz - Duinkerke              | 433 km | Romain Bellenger                 | Ottavio Bottecchia |
| 15e    | Duinkerke - Parijs            | 343 km | Ottavio Bottecchia               | Ottavio Bottecchia |

 winnaars gele trui · 
 puntenklassement · 
 bergklassement · 
 jongerenklassement · 
 tussensprintklassement · 
 combinatieklassement · 
 ploegenklassement · 
 strijdlust · 
rode lantaarn
records · meeste deelnames · ranglijst etappewinnaars · bekende beklimmingen · valpartijen · dopinggevallen · Grand Départ · Souvenir Henri Desgrange
1903 · 
1904 · 
1905 · 
1906 · 
1907 · 
1908 · 
1909 · 
1910 · 
1911 · 
1912 · 
1913 · 
1914 ·
1915 ·
1916 ·
1917 ·
1918 · 
1919 · 
1920 · 
1921 · 
1922 · 
1923 · 
1924 · 
1925 · 
1926 · 
1927 · 
1928 · 
1929 · 
1930 · 
1931 · 
1932 · 
1933 · 
1934 · 
1935 · 
1936 · 
1937 · 
1938 · 
1939 · 
1940 ·
1941 ·
1942 ·
1943 ·
1944 ·
1945 ·
1946 ·
1947 · 
1948 · 
1949 · 
1950 · 
1951 · 
1952 · 
1953 · 
1954 · 
1955 · 
1956 · 
1957 · 
1958 · 
1959 · 
1960 · 
1961 · 
1962 · 
1963 · 
1964 · 
1965 · 
1966 · 
1967 · 
1968 · 
1969 · 
1970 · 
1971 · 
1972 · 
1973 · 
1974 · 
1975 · 
1976 · 
1977 · 
1978 · 
1979 · 
1980 · 
1981 · 
1982 · 
1983 · 
1984 · 
1985 · 
1986 · 
1987 · 
1988 · 
1989 · 
1990 · 
1991 · 
1992 · 
1993 · 
1994 · 
1995 · 
1996 · 
1997 · 
1998 · 
1999 · 
2000 · 
2001 · 
2002 · 
2003 · 
2004 · 
2005 · 
2006 · 
2007 · 
2008 · 
2009 · 
2010 · 
2011 · 
2012 · 
2013 · 
2014 · 
2015 · 
2016 · 
2017 · 
2018 · 
2019 ·
2020 · 
2021 · 
2022 · 
2023 · 
2024 · 
2025